# Округ Њитра
Округ Њитра (слч. Okres Nitra) округ је у Њитранском крају, у Словачкој Републици. Административно средиште округа је град Њитра.

## Географија
Налази се у сјеверозападном дијелу Њитранског краја.
Граничи:
- на сјеверу је Округ Топољчани,
- источно Округ Злате Моравце,
- западно Трнавски крај,
- југоисточно Округ Љевице,
- јужно Округ Шаља и Округ Нове Замки.

Клима је умјерено континентална.

## Становништво
| Година:    | 1994.   | 2004.   | 2014.   | 2024.   |
| ---------- | ------- | ------- | ------- | ------- |
| Број људи: | 162 491 | 163 764 | 160 241 | 164 577 |
| Разлика:   |         | +0,78 % | -2,15 % | +2,70 % |

| Година:    | 2023.   | 2024.   |
| ---------- | ------- | ------- |
| Број људи: | 164 820 | 164 577 |
| Разлика:   |         | -0,14 % |

Према подацима о броју становника из 2011. године округ је имао 159.422 становника. Словаци чине 87,89% становништва.
| Етнички састав (2011)‍ | Етнички састав (2011)‍ | Етнички састав (2011)‍ | Етнички састав (2011)‍ | Етнички састав (2011)‍ |
| --------------------- | --------------------- | --------------------- | --------------------- | --------------------- |
|                       |                       |                       |                       |                       |
| Словаци               | Словаци               |                       | 0                     | 87,89%                |
| Мађари                | Мађари                |                       | 0                     | 5,70%                 |
| Чеси                  | Чеси                  |                       | 0                     | 0,52%                 |
| Роми                  | Роми                  |                       | 0                     | 0,47%                 |
| остали, непознато     | остали, непознато     |                       | 0                     | 5,42%                 |

## Насеља
У округу се налази два града и 60 насељених мјеста. Градови су Врабље и Њитра.